# Curt Giles
Curt Giles (The Pas, 30 novembre 1958) è un ex hockeista su ghiaccio canadese.

## Carriera
Ha giocato per quattordici stagioni, dal 1979 al 1993, in National Hockey League (NHL) con le maglie di Minnesota North Stars (di cui è stato anche capitano), New York Rangers e St. Louis Blues. 
Con la maglia della nazionale canadese ha disputato i mondiali 1982 e i giochi olimpici di Albertville 1992. In entrambi i casi andò a medaglia, rispettivamente bronzo e argento.

## Palmarès

### Olimpiadi invernali
- 1 medaglia:
  - 1 argento (Albertville 1992)

### Mondiali
- 1 medaglia:
  - 1 bronzo (Finlandia 1997; Finlandia 2003